# Aittosaari (ö i Viitasaari)
Aittosaari är en liten ö i Keitele i Finland. Den ligger i sjön Keitele och i kommunen Viitasaari i den ekonomiska regionen  Saarijärvi-Viitasaari och landskapet Mellersta Finland, i den centrala delen av landet, 300 km norr om huvudstaden Helsingfors. Öns area är 7,8 hektar och dess största längd är 460 meter i sydöst-nordvästlig riktning.